# Henrique de Sá Nogueira de Vasconcelos
Henrique de Sá Nogueira de Vasconcelos (Lisboa, 12 de Outubro de 1843 — Lisboa, 18 de Abril de 1923), fidalgo cavaleiro da Casa Real e político português da última fase da monarquia constitucional, que exerceu as funções de deputado às Cortes, governador civil de vários distritos e administrador do concelho de Portalegre.

## Biografia
Henrique de Sá Nogueira de Vasconcelos nasceu em Lisboa a 12 de Outubro de 1843, filho de Maria do Patrocínio Vieira de Abreu e Vasconcelos e de Aires de Sá Nogueira de Figueiredo. Seu pai, vereador da Câmara Municipal de Lisboa, era irmão de Bernardo de Sá Nogueira de Figueiredo, 1.º marquês de Sá da Bandeira, pelo que naturalmente iniciou carreira na administração do Estado, enveredando pela actividade política.
Fidalgo Cavaleiro da Casa Real, funcionário do Conselho Geral de Obras Públicas e Minas, foi nomeado vereador e administrador do concelho interino de Portalegre, sendo então vogal da Junta Geral daquele distrito.
Nas eleições gerais de 6 de Março de 1887 (26.ª Legislatura) foi eleito deputado pelo círculo de Portalegre, tendo prestado juramento nas Cortes a 13 de Abril de 1887. Na Câmara dos Deputados integrou a Comissão do Ultramar e a Comissão de Administração Pública, sendo autor de diversas propostas de lei versando questões locais do seu círculo eleitoral.
Foi nomeado governador civil do Distrito de Portalegre a 25 de Julho de 1889, exercendo o cargo até 13 de Janeiro de 1890.
No ano imediato, voltou a ser nomeado governador civil, desta feita do Distrito de Angra do Heroísmo, exercendo o cargo de 8 de Janeiro de 1891 a 9 de Março de 1893. Terá permanecido em Lisboa, fazendo-se representar no distrito por José Inácio de Almeida Monjardino, secretário geral do governo civil do Distrito de Angra do Heroísmo, que exerceu durante este período as funções de governador civil interino.
A 13 de Abril de 1899 foi novamente nomeado governador civil, agora do Distrito de Évora, cargo que exerceu até 29 de Junho de 1900.